# Zirə Baku
Zirə Baku (azer.: Zirə Futbol Klubu) – azerski klub piłkarski z siedzibą w Baku, występujący w Azərbaycan Premyer Liqası.

## Historia
Klub został założony 28 lipca 2014 jako Zirə Baku. W 2014 zespół startował w Azerbejdżańskiej Pierwszej Ligi, w której zajął piąte miejsce. Ponieważ kluby, które zajęły cztery pierwsze miejsca w tabeli, nie uzyskały licencji na udział w rozgrywkach w Premyer Liqa, Zirə Baku awansowała do najwyższej klasy rozgrywek. W 2015 zespół debiutował w rozgrywkach Azerbejdżańskiej Premier Ligi.

### Chronologia nazw
- 2014: Zirə Baku

## Sukcesy

### Trofea międzynarodowe
Nie uczestniczył w rozgrywkach europejskich (stan na 31-05-2015).

### Trofea krajowe
| \| \| Zdobyte trofea w rozgrywkach Azerbejdżanu (stan na: 11-07-2025) \| |                                                                 |      |                  |
| Rozgrywki                                                                | Osiągnięcie                                                     | Razy | Sezon(y)         |
| Mistrzostwo                                                              | I miejsce                                                       | 0    |                  |
| Mistrzostwo                                                              | II miejsce                                                      | 3    | 2016, 2024, 2025 |
| Mistrzostwo                                                              | III miejsce                                                     | 1    | 2022             |
| Puchar                                                                   | zdobywca                                                        | 0    |                  |
| Puchar                                                                   | finalista                                                       | 2    | 2022, 2024       |
| II liga                                                                  | I miejsce                                                       | 0    |                  |
| II liga                                                                  | II miejsce                                                      | 1    | 2015             |
| II liga                                                                  | III miejsce                                                     | 0    |                  |
| Azerbejdżan                                                              | Zdobyte trofea w rozgrywkach Azerbejdżanu (stan na: 11-07-2025) |      |                  |

## Europejskie puchary
Legenda do wszystkich tabel:
- Q – runda eliminacyjna, 1/16, 1/8, 1/4, 1/2 – odpowiednia faza rozgrywek, Grupa – runda grupowa, 1r gr – pierwsza runda grupowa, 2r gr – druga runda grupowa, F – finał, R – runda, PO – play-off
- k. – rzuty karne, los. – losowanie, Dogr. – dogrywka, w. – zasada bramek strzelonych na wyjeździe

| Sezon   | Rozgrywki               | Runda | Klub             | Dom | Wyjazd | Ogólnie     |
| ------- | ----------------------- | ----- | ---------------- | --- | ------ | ----------- |
| 2017/18 | Liga Europy             | 1Q    | Differdange 03   | 2–0 | 2–1    | 4–1         |
| 2017/18 | Liga Europy             | 2Q    | Astra Giurgiu    | 0–0 | 1–3    | 1–3         |
| 2022/23 | Liga Konferencji Europy | 2Q    | Maccabi Tel Awiw | 0–3 | 0–0    | 0–3         |
| 2024/25 | Liga Europy             | 1Q    | Sheriff Tyraspol | 1–2 | 1–0    | 2–2, k: 4–5 |
| 2024/25 | Liga Konferencji        | 2Q    | DAC 1904         | 4–0 | 2–1    | 6–1         |
| 2024/25 | Liga Konferencji        | 3Q    | NK Osijek        | 2–2 | 1–1    | 3–3, k: 2–1 |
| 2024/25 | Liga Konferencji        | PO    | Omonia Nikozja   | 1–0 | 0–6    | 1–6         |
| 2025/26 | Liga Konferencji        | 2Q    | Hajduk Split     | 1–1 | 1–2    | 2–3, Dogr.  |

## Stadion
Klub rozgrywa swoje mecze domowe na stadionie Kompleksu Sportowego w Zirə, we wschodnich okolicach Baku, który może pomieścić 1,300 widzów.

## Piłkarze

### Obecny skład
Stan na 9 lutego 2020
| Nr | Poz. | Piłkarz                                                 |
| -- | ---- | ------------------------------------------------------- |
| 1  | BR   | Orkhan Sadyqly                                          |
| 3  | OB   | Alie Sesay                                              |
| 4  | PO   | Elvin Jamalov                                           |
| 5  | OB   | Anastasios Papazoglou                                   |
| 6  | OB   | Álvaro Ampuero (wyp. z Club Centro Deportivo Municipal) |
| 7  | PO   | Cavid Hüseynov (kapitan)                                |
| 8  | PO   | Ilkin Muradov                                           |
| 10 | NA   | Aghabala Ramazanov                                      |
| 11 | NA   | Davit Volkovi                                           |
| 14 | OB   | Bakhtiyar Hasanalizade                                  |
| 16 | OB   | Ibrahim Aslanly                                         |
| 18 | PO   | Gheorghe Anton                                          |

| Nr | Poz. | Piłkarz                                  |
| -- | ---- | ---------------------------------------- |
| 19 | PO   | Mushfiq Ilyasov                          |
| 23 | NA   | Mpho Kgaswane                            |
| 25 | OB   | Miloš Bakrač                             |
| 27 | OB   | Adrian Scarlatache                       |
| 28 | BR   | Bojan Zogović                            |
| 33 | OB   | Jovan Krneta                             |
| 43 | NA   | Richard Gadze                            |
| 48 | PO   | Chafik Tigroudja                         |
| 62 | BR   | Abdulla Seyidahmadov                     |
| 70 | PO   | Nicat Süleymanov                         |
| 88 | OB   | Tellur Mütəllimov                        |
| 99 | OB   | Rafael Maharramli (wyp. z Qarabağ Ağdam) |